# Hanya Yanagihara
Hanya Yanagihara (ur. 20 września 1974 w Los Angeles) – amerykańska pisarka, dziennikarka i edytorka pochodząca z Hawajów.

## Życiorys
Hanya Yanagihara urodziła się 20 września 1974 w Los Angeles w stanie Kalifornia, a dorastała na Hawajach. W 1995 ukończyła Smith College i zamieszkała w Nowym Jorku, gdzie pracowała jako publicystka. Obecnie sprawuje funkcję redaktor naczelnej magazynu T: The New York Times Style Magazine.
Jako powieściopisarka zadebiutowała w 2013 wydaną wówczas książką Ludzie na drzewach. W 2015 ukazała się jej druga powieść Małe życie, która stała się wydawniczym bestsellerem plasując się na liście finalistów National Book Award.

## Twórczość
- 2013 – Ludzie na drzewach (ang. The People in the Trees)
- 2015 – Małe życie (ang. A Little Life)
- 2022 – Do raju (ang. To Paradise)